# Петерсонс, Эрик
Эрик Петерсонс (латыш. Ēriks Pētersons; 1 января 1909 или 7 октября 1909, Рига — 29 июня 1987, Мичиган) — латвийский футболист, восьмикратный чемпион Латвии. Член сборной Латвии по хоккею на льду.
Эрик Петерсонс впервые был замечен в 1928 году, когда он был приглашен из команды низшей лиги в один из сильнейших футбольных клубов в Латвии — Ригас ФК .
Начинал как центральный нападающий, но вскоре изменил игровую позицию и занял место центрального полузащитника. Вся футбольная карьера Петерсонса связана с клубом — Ригас ФК. В составе команды 8 раз (1924—1926, 1930—1931, 1934—1935, 1940) становился чемпионом страны.
Один из наиболее результативных футболистов сборной Латвии перед второй мировой войной, из 99 матчей сборной Латвии, сыгранных в этот период времени, Петерсонс принял участие в 63 (2-й результат в национальной истории) и забил 21 гол (национальный рекорд).
Лишь в 2007 году Марис Верпаковскис настиг его в списке лучших бомбардиров Латвии. Свой последний футбольный матч в Латвии сыграл в сезоне 1939—1940 гг. против команды «Olimpija» (Лиепая).
После окончания войны переехал в США, где играл за футбольный клуб «Chicago Viking» (Чикаго).
В 2006 году Петерсонс был вошёл в число 11 лучших латвийских футболистов XX века. Многие специалисты считают его лучшим футболистом Латвии всех времён.
Эрик Петерсонс выступал также за национальную сборную Латвии по хоккею на льду. В 8 матчах сборной забил в ворота противников 2 шайбы.